# Pont del Diable (Torà)
El Pont del Diable és un aqüeducte del municipi de Torà, a la comarca del Solsonès inclòs a l'Inventari del Patrimoni Arquitectònic de Catalunya.

## Descripció
Pont del diable-aqüeducte. Arc gòtic tot de pedra,situat en un barrancada o rasa. No dona indicis de que sigui un aqüeducte. Riera Torrent o Rasa de Pompuries afluent del riu Llobregós.